# Bothus podas
Rombou podas
Espèce
Bothus podas, le Rombou podas, est une espèce de poissons plats de la famille des Bothidae.